# Kill Yr Idols
Kill Yr Idols är en EP av det amerikanska alternativ rock-bandet Sonic Youth som ursprungligen endast släpptes i Tyskland år 1983. År 1995 släpptes EP:n vid en nyutgåva av musikalbumet Confusion Is Sex. 

## Låtlista
Sida A
1. Protect Me You
2. Shaking Hell (live)

Sida B
1. Kill Yr Idols
2. Brother James
3. Early American